# Neuvic (Corrèze)
Neuvic è un comune francese di 2 154 abitanti situato nel dipartimento della Corrèze nella regione della Nuova Aquitania.
Qua nacque il politico Henri Queuille. 

## Società

### Evoluzione demografica
Abitanti censiti